# Abaeletes coomani
Abaeletes coomani är en skalbaggsart som beskrevs av Yves Gomy 1977. Abaeletes coomani ingår i släktet Abaeletes och familjen stumpbaggar. Inga underarter finns listade i Catalogue of Life.